# Station Haugenstua
Station Haugenstua  (Noors: Haugenstua holdeplass) is een halte in Haugenstua, een buitenwijk in het noordoosten van Oslo. Een eerste station werd geopend in 1937. In 2007 werd de halte gemoderniseerd waarbij een nieuw perron werd aangelegd. 
Haugenstua ligt langs Hovedbanen en wordt bediend door lijn L1, de lokale lijn die pendelt tussen Spikkestad en Lillestrøm.